# 埃尔弗兰茨基什
埃尔弗兰茨基什（法語：Helfrantzkirch，发音：[ɛlfʁant͡skiʁʃ] 或 [ɛlfʁant͡skiʁç]；德语：Helfrantskirch）是法国上莱茵省的一个市镇，属于米卢斯区（Mulhouse）布伦什塔特县（Brunstatt）。该市镇总面积6.23平方公里，2009年时的人口为785人。

## 人口
埃尔弗兰茨基什人口变化图示